# Aumatalsperre
Die Aumatalsperre (oder „Talsperre Auma“) liegt bei Weida im Osten Thüringens. Sie wurde 1936 für den Hochwasserschutz und zur Energieerzeugung gebaut und dient heute auch der Freizeit und Erholung. Außerdem wird Brauchwasser entnommen. Strom wird heute nicht mehr erzeugt. Das gestaute Gewässer ist die Auma. Die Talsperre wird von der Thüringer Fernwasserversorgung betrieben.

## Bauwerk
Die Talsperre hat einen 220 m langen Erddamm aus Kies und Lehm mit einem innen liegenden Betonkern und eine 31 m lange Gewichtsstaumauer, die als Überfall und Hochwasserentlastung dient. Die Staumauer besteht aus Diabas-Bruchsteinmauerwerk. Sowohl die Mauer wie der Damm sind nicht gerade, sondern leicht geschwungen.
Im Dezember 1935 begann der erste Einstau. Von 1989 bis 1990 war die Talsperre entleert und Sedimente wurden entfernt.

## Freizeit
Es gibt einen Rundweg um die Talsperre zum Wandern. Der Campingplatz an der Aumatalsperre erhielt mehrmals als einziger Campingplatz in Thüringen die Campingauszeichnung des ADAC. Am Stausee gibt es einen Bootsverleih. Die Talsperre ist teilweise beangelbar und wird vom Anglerverein Weida e.V. bewirtschaftet. Die Umgebung ist zum Teil Naturschutzgebiet. 